# Tactical Sekt
Tactical Sekt — аггротех (Aggrotech) группа, созданная в 2002 году. Их отличает очень мощный, ноизовый, dark electro-индустриальный звук.

## История
Tactical Sekt была создана Энтони Мэтером (Anthony Mather) в 2002—2003. Мэтер экспериментировал с электро-индастриальной музыкой в его предыдущей группе, Aslan Faction. Когда Aslan Faction выпустили в 2003 году альбом Sin-Drome of Separation, Энтони уже имел несколько идей по поводу более танцевальной музыки в русле Hocico и Suicide Commando.
Tactical Sekt начали выступать одновременно с Aslan Faction. После того как Aslan Faction прекратили выступления и записи новой музыки, Мэтер решил посвятить себя Tactical Sekt. Вскоре после в марте 2003 был выпущен первый альбом Geneticide.
Спустя короткое время Geneticide, Tactical Sekt выпускает Burn Process. Музыка и атмосфера были более похожи на европейский транс.
Следующе несколько лет Tactical Sekt выступает в живую и делает ремиксы на песни других групп.
В апреле 2006 выходит новый альбом — Syncope. Стандартная версия альбома включает 12 треков. Ограниченным тиражом вышла версия, включающая второй диск, содержащий никогда не выпускаемые ранее записи периода создания Geneticide.

## Участники группы
- Anthony Mather — вокал, клавишные, программинг
- Marco Gruhn — синтезатор
- Jay Taylor — ударные

## Дискография

### Студийные альбомы
| Дата релиза | Название     | Лейбл   |
| 2003-03-03  | Geneticide   | NoiTekk |
| 2003-11-03  | Burn Process | NoiTekk |
| 2006-04-28  | Syncope      | NoiTekk |